# 1995.
◄ | 19. stoljeće | 20. stoljeće | 21. stoljeće | ►
◄ | 1960-ih | 1970-ih | 1980-ih | 1990-ih | 2000-ih | 2010-ih | 2020-ih | ►
◄◄ | ◄ | 1992. | 1993. | 1994. | 1995. | 1996. | 1997. | 1998. | ► | ►►
Arhitektura • Astronautika • Astronomija • Biologija • Film • Fotografija • Glazba • Kazalište • Kemija • Kiparstvo • Knjige • Književnost • Kršćanstvo • Meteorologija • Medicina • Planinarstvo • Politika • Pravo • Promet • Slikarstvo • Strip • Šport • Televizija • Znanost • Zrakoplovstvo • Željeznički promet

## Događaji
- 1. siječnja – Švedska, Finska i Austrija su postale službenom članicom Europske unije.
- 25. ožujka – Papa Ivan Pavao II. objavio je Encikliku Evangelium Vitae. Taj crkveni dokument obrađuje ključna pitanja života i smrti poput: smrtne kazne, pobačaja, ekperimentiranja nad ljudskim embrijima, eutanazije, samoubojstva i zakonodavstva u vezi tih pitanja.
- 19. travnja – Timothy McVeigh izveo teroristički napad bombom na saveznu zgradu u Oklahoma City pri kojem je poginulo 168 ljudi.
- 30. svibnja - Prvi svečani mimohod Oružanih snaga Republike Hrvatske na Jarunu u Zagrebu.
- 4. lipnja – 12. lipnja  - Združena operacija hrvatskih snaga operacija Skok 2, kojom su do kraja oslobodile Livanjsko polje.
- 11. srpnja – Bosanski Srbi zauzimaju Srebrenicu, nizozemske mirovne snage UN-a se povlače, ubijeno preko 6000 zarobljenika.
- 22. srpnja – Hrvatski predsjednik Franjo Tuđman i predsjednik Bosne i Hercegovine Alija Izetbegović potpisali su Splitsku deklaraciju.
- 4. kolovoza – Hrvatska vojska pokreće operaciju Oluju protiv srpskih snaga u Krajini.
- 5. kolovoza – Oslobođen Knin.
- 7. kolovoza – Završena vojno redarstvena akcija Oluja uz predaju i povlačenje preostalih srpskih snaga.
- 26. kolovoza – krenuo Vlak slobode iz Zagreba do Splita, preko Karlovca, Gospića i Knina, čime je ponovno uspostavljena željeznička veza između sjevara i juga Hrvatske.
- 28. kolovoza – Na tržnici Markale u Sarajevu od minobacačke mine ispaljene sa srpskih položaja pogiba 37 civila.
- 29. kolovoza – Pokrenuta je NATO-ova vojna operacija protiv bosanskih Srba.
- kolovoz – rujan – Egzodus Hrvata, Muslimana, Roma i drugog nesrpskog stanovništva iz BiH. Na prijelazu Save kod Davora spas našlo 25.000 prognanih ljudi iz BiH, najviše iz Banjolučke biskupije.[1][2]
- rujan – predstavljen DVD medijski format.
- 3. – 10. rujna – U Santiago de Composteli održan prvi Svjetski susret mladih franjevaca, sa sudionicima iz 54 države.[3]
- 14. rujna – Hrvatske vlasti predale su SAD-u Fouada Talaata Qassema zvanog "Abu Tallat", osumnjičenog za terorizam.
- 15. listopada-završena Operacija Južni potez, jedna od zadnjih operacija u Domovinskom ratu.
- 20. listopada – U Rijeci je eksplodirao automobil-bomba ispred Policijske uprave. Poginuo je jedan atentator, drugi je teško ozlijeđen, a 28 ljudi je lakše ozlijeđeno. Događaj se povezuje se s hrvatskim izručenjem SAD-u Fouada Talaata Qassema.
- 1. studenoga – Počinju mirovni pregovori u zrakoplovnoj bazi Wright-Petterson u Daytonu, SAD.
- 21. studenoga – Postignut "Daytonski sporazum".
- 7. prosinca – NASA-ina sonda Galileo dolazi do Jupitera.

## Rođenja

### Siječanj – ožujak
- 20. siječnja – Joey Badass, američki reper, tekstopisac i glazbeni producent
- 9. veljače – Mario Pašalić, hrvatski nogometaš
- 19. veljače – Nikola Jokić, srbijanski košarkaš
- 21. veljače – Giveon, američki pjevač
- 25. veljače – Mario Hezonja, hrvatski košarkaš
- 2. ožujka – Ema Mur, hrvatska glumica
- 19. ožujka – Thomas Strakosha, albanski nogometaš
- 22. ožujka – Nick Robinson, američki glumac

### Travanj – lipanj
- 5. travnja – Daniel Caesar, kanadski pjevač
- 27. travnja – Paddy McNair, sjevernoirski nogometaš
- 5. svibnja – Roman Protaševič, bjeloruski novinar
- 10. svibnja – Smail Prevljak, bosanskohercegovački nogometaš
- 19. svibnja – Petra Šabić, hrvatska slikarica
- 7. lipnja – Nika Turković, hrvatska pjevačica
- 23. lipnja – Danna Paola, meksička glumica i pjevačica

### Srpanj – rujan
- 3. srpnja – Mike Maignan, francuski nogometni vratar
- 5. srpnja – Marko Purišić, hrvatski pjevač, tekstopisac i glazbeni producent
- 5. kolovoza – Marcos Guilherme, brazilski nogometaš
- 15. kolovoza – Chief Keef, američki reper
- 22. rujna – Aleksandra Prijović, srpska pjevačica

### Listopad – prosinac
- 11. listopada – Lana Ujević, hrvatska glumica
- 22. studenoga – Grše, hrvatski reper i tekstopisac
- 9. prosinca – McKayla Maroney, američka gimnastičarka
- 27. prosinca – Timothée Chalamet, francusko-američki glumac
- 30. prosinca – Ollie Watkins, engleski nogometaš

## Smrti

### Siječanj – ožujak
- 18. siječnja – Adolf Butenandt, njemački kemičar (* 1904.)
- 12. ožujka – Mija Aleksić, srpski glumac (* 1923.)
- 26. ožujka – Eazy-E, američki reper (* 1963.)

### Travanj – lipanj
- 25. travnja – Ginger Rogers, američka glumica (* 1911.)
- 5. svibnja – Mihail Botvinik, ruski šahist (* 1911.)
- 12. svibnja – Filip Lukenda, hrvatski katolički svećenik (* 1943.)
- 30. svibnja – Dinko Foretić, hrvatski povjesničar (* 1911.)
- 29. lipnja – Lana Turner, američka glumica (* 1921.)

### Srpanj – rujan
- 24. srpnja – Ivo Kalina, hrvatski slikar (* 1925.)
- 27. srpnja – Miklós Rózsa, mađarski skladatelj (* 1907.)
- 4. srpnja – Bob Ross, američki slikar i televizijski voditelj (* 1942.)
- 1. kolovoza – Mirko Božić, hrvatski književnik (* 1919.)
- 28. kolovoza – Michael Ende, njemački književnik (* 1928.)
- 2. rujna – Václav Neumann, češki dirigent i violinist.[4] (* 1920.)
- 12. rujna – Jeremy Brett, britanski glumac (* 1933.)

### Listopad – prosinac
- 25. listopada – Miljenko Smoje, dalmatinski novinar, kroničar i satiričar (* 1923.)
- 2. studenoga – Gabrijel Gruzijski, gruzijski pravoslavni redovnik (* 1929.)
- 11. prosinca – Miko Tripalo, hrvatski političar (* 1926.)

### Nepoznat datum smrti
- Vasja Kovačić, hrvatski glumac (* 1947.)

## Nobelova nagrada za 1995. godinu
- Fizika: Martin L. Perl i Frederick Reines
- Kemija: Paul Jozef Crutzen, José Mario Molina-Pasquel Henríquez i Frank Sherwood Rowland
- Fiziologija i medicina: Edward B. Lewis, Christiane Nüsslein-Volhard i Eric F. Wieschaus
- Književnost: Seamus Heaney
- Mir: Joseph Rotblat i Pugwash Conferences on Science and World Affairs
- Ekonomija: Robert E. Lucas

## Vanjske poveznice
|  | Zajednički poslužitelj ima još gradiva o temi 1995. |